# ブルー・ワールド・オーダー
ブルー・ワールド・オーダー（Blue World Order）は、アメリカ合衆国のプロレス団体ECWおよびWWEに登場したプロレスラーのユニット名称。略称：bWo。

## 概要
1997年にECWに初登場。当時WCWに登場していたユニット、ニュー・ワールド・オーダー（nWo）のパロディとしての登場であった。メンバーのひとり、スティービー・リチャーズによればそれまでも様々なパロディをやったが最もファンの反応が良かったのこのユニットであったため続けたとのこと。レスラーのコスチュームも、nWoのメンバーのパロディとなっている。日本のみちのくプロレスの海援隊★DXと手を組んでいた時期もある。その後ユニットは消滅し、また活動の舞台であったECWも消滅した。
2005年6月12日、WWEがECWのリユニオン・イベントとして開催したPPV『ECW ワン・ナイト・スタンド』においてbWoは再結成され、翌月の7月7日よりスマックダウンに参戦。JBLと敵対するベビーフェイスのユニットとして登場した（メンバーはスティービー・リチャーズ、スーパー・ノヴァ、ブルー・ミーニーの3人）。その後、7月24日の『グレート・アメリカン・バッシュ』にてメキシクールズに敗北後は活動を休止。リチャーズとノヴァはそれぞれbWo以前のギミックに戻り、ブルー・ミーニーはWWEの表舞台から消えていった。

## メンバー
bWo
- ビッグ・スティービー・クール（Big Stevie Cool） - スティービー・リチャーズの変身。"ビッグ・ダディ・クール" ディーゼルことケビン・ナッシュのパロディ。
- ハリウッド・ノヴァ（Hollywood Nova） - スーパー・ノヴァの変身。"ハリウッド" ハルク・ホーガンのパロディ。
- ダ・ブルー・ガイ（Da Blue Guy） - ブルー・ミーニーの変身。"バッド・ガイ" レイザー・ラモンことスコット・ホールのパロディ。
- チャスティティ（Chastity） - デニス・ライフルの変身。マネージャー。
- トーマス・ロッドマン（Thomas "The Inchworm" Rodman） - デニス・ロッドマンのパロディ。
- セブン・イレブン（7-11） - ロブ・フェインステインの変身。シックス・パックのパロディ。
- "ナッチョマン" リッキー・サルベージ（"Nacho Man" Ricky Salvage） - "マッチョマン" ランディ・サベージのパロディ。

bWoジャパン
- ディック東郷
- MEN'Sテイオー
- TAKAみちのく